# Podgórze Bocheńskie
Podgórze Bocheńskie (512.42) – mezoregion geograficzny w południowej Polsce.
Podgórze Bocheńskie leży między doliną Dunajca na wschodzie a Wieliczką na zachodzie. Od południa graniczy z pogórzami Wielickim i Wiśnickim, od północy i wschodu z Niziną Nadwiślańską. Ma powierzchnię około 750 km².
Podgórze ma postać łagodnych wzniesień o wysokości 260–300 m, rozczłonkowanych przez doliny i płynące w nich potoki, przechodzących ku północy w płaskodenne doliny Raby i Wisły.
Podgórze zbudowane jest z solonośnego miocenu w części południowej w postaci iłów i łupków z przewarstwieniami piasków oraz piaskowców warstw grabowieckich, w części północnej w postaci iłów, iłowców i mułowców warstw chodenickich. Przykryte są utworami czwartorzędowymi głównie lessami w postaci pyłów, glin pylastych, pyłów piaszczystych oraz holoceńskich osadów akumulacji rzecznej i utworów zlodowaceń plejstoceńskich. Budują one szczyty i stoki wzniesień.
Pokłady soli eksploatowane są tutaj w Wieliczce i Bochni co najmniej od XIII wieku.